# Pierre Viette
Pierre Edmond Leon Viette (Orléans, 29 giugno 1921 – Bar-sur-Aube, 30 aprile 2011) è stato un entomologo francese.

## Biografia
Si occupò prevalentemente di lepidotteri, con particolare attenzione allo studio dell'entomofauna del Madagascar e delle isole dell'oceano Indiano, dove condusse numerose missioni di ricerca fin dal 1951. Fu a lungo vicedirettore presso il Museo nazionale di storia naturale di Francia a Parigi, e responsabile delle collezioni entomologiche di lepidotteri.